# Over the Rhine

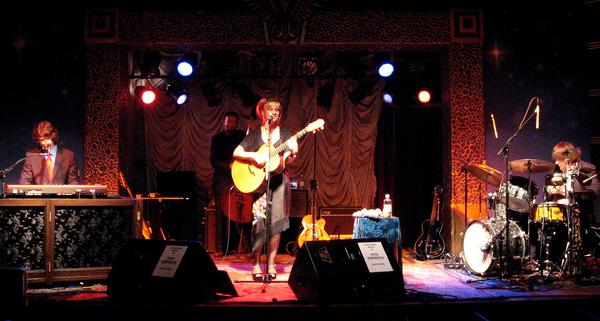
Over the Rhine

Over the Rhine is een Amerikaanse alternatieve pop/rockband uit Ohio. Het echtpaar Karin Bergquist en Linford Detweiler vormt de basis van Over the Rhine. De naam van de band komt van de wijk Over-the-Rhine in Cincinnati, waar de band in het voorjaar van 1989 is ontstaan. In 1991 kwam het eerste album Till We Have Faces (vernoemd naar een roman van C.S. Lewis) uit. De band was toen nog een viertal, samen met gitarist Ric Hordinski en drummer Brian Kelley, maar heeft in verschillende samenstellingen albums opgenomen en getoerd. De band speelde in het voorprogramma van Bob Dylan en heeft getoerd met de Cowboy Junkies. Over the Rhine heeft meerdere malen in Nederland opgetreden, onder andere op het Flevo Festival.
Linford Detweiler heeft ook drie soloalbums uitgebracht met zelfopgenomen akoestische muziek. Gitarist Ric Hordinski verliet de band in 1996 om zijn soloproject Monk te beginnen.

## Discografie

### Studioalbums
- Till We Have Faces (1991)
- Patience (1992)
- Eve (1994)
- Good Dog Bad Dog (onafhankelijke uitgave, 1996)
- The Darkest Night of the Year (1996)
- Amateur Shortwave Radio (1999)
- Good Dog Bad Dog (heruitgave door Back Porch, 2000)
- Films for Radio (2001)
- The Cutting Room Floor (2002)
- Ohio (2003)
- Drunkard's Prayer (2005)
- Snow Angels (2006)
- The Trumpet Child (2007)
- The Long Surrender (2011)
- Meet Me At The Edge Of The World (2013)
- Blood Oranges In The Snow (2014)
- Love & Revelation (2019)

### Livealbums
- Changes Come: Over the Rhine Live (2004)
- Live From Nowhere, Volume 1 (limited edition 3000 stuks, 2006)
- Live From Nowhere, Volume 2 (limited edition 5000 stuks, 2007)
- Live From Nowhere, Volume 3 (2008)
- Live From Nowhere, Volume 4 (2009)

### Compilaties
- Besides (1997)
- Discount Fireworks (2007)

## Videografie
- Serpents and Gloves (1994)